# Eremo di Malavalle
L'eremo di Malavalle era un complesso monastico fondato dai seguaci di San Guglielmo di Malavalle. È situato nel comune di Castiglione della Pescaia, nei boschi a nord-ovest del capoluogo comunale nell'area compresa tra il centro di Castiglione della Pescaia e la frazione di Tirli, in provincia di Grosseto.

## Storia
Una piccola cappella fu costruita sopra la tomba di San Guglielmo di Malavalle ed intorno a questo luogo si riunirono i suoi seguaci. A seguito di molte testimonianze di miracoli operati per intercessione di Guglielmo, il papa Alessandro III concesse il culto del santo (1174) ed approvò la regola dei Guglielmiti (1211). Nel corso del XIII secolo molti eremiti giunsero a Malavalle.
Il monastero fu edificato tra il 1230 e il 1249 da Papa Gregorio IX e divenne uno dei principali centri spirituali della Maremma.
Nel XIII secolo, durante la guerra con Siena, l'eremo fu distrutto e le spoglie del santo furono sparse nei paesi vicini.
Nel 1564 fu dato in uso al conte Bartolomeo Concini.
Padre Giovanni Nicolucci (Montecassiano, 1552 - Batignano, 1621), già priore del monastero agostiniano di Montecassiano, si ritirò in vita eremitica a Malavalle alla fine del Cinquecento e ne curò il restauro.
Nel 1604 il monastero passò agli agostiniani.
I monaci hanno abitato il monastero fino alla seconda metà del XVIII secolo.
La chiesa ed il monastero, divenuti proprietà privata, sono stati lasciati andare in rovina.

## Architettura
La pianta dell'eremo ha le caratteristiche dei monasteri benedettini.
La chiesa, edificata in stile romanico, risale al XIII secolo.
Sulla facciata a capanna, sopra all'architrave della portone di ingresso, si trova un arco a tutto sesto. La chiesa, oggi completamente spoglia, ha un'unica navata e abside semicircolare. La volta a botte è sorretta da due archi a sesto acuto. 
Le finestre laterali e l'altare risalgono probabilmente al restauro eseguito dagli agostiniani nel XVII secolo.
Sul fianco destro della chiesa era presente una torre campanaria, di cui oggi è visibile il solo basamento.

## Galleria d'immagini

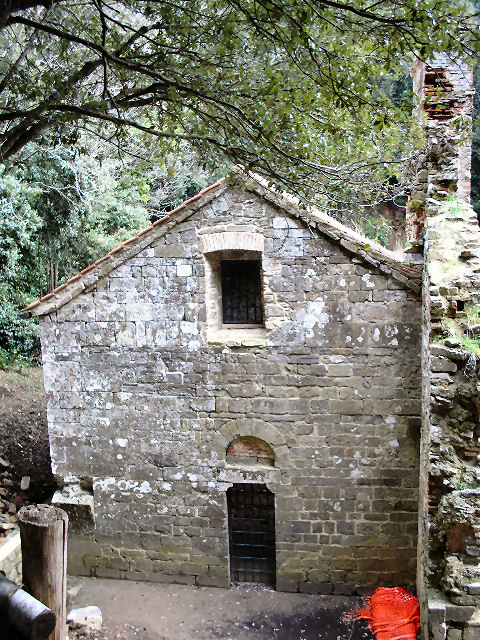
La chiesa
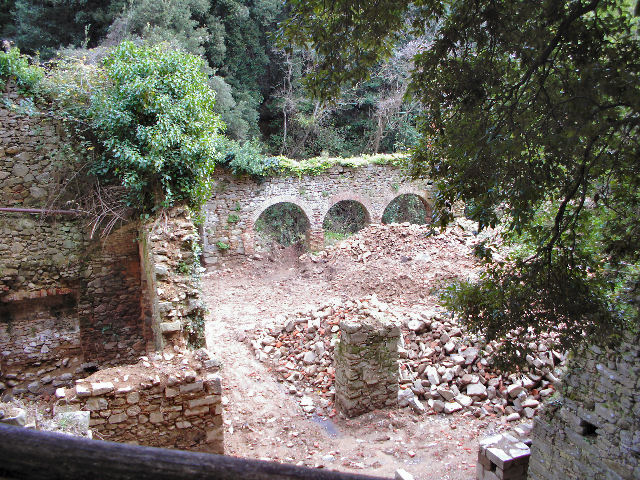
Ruderi del complesso architettonico
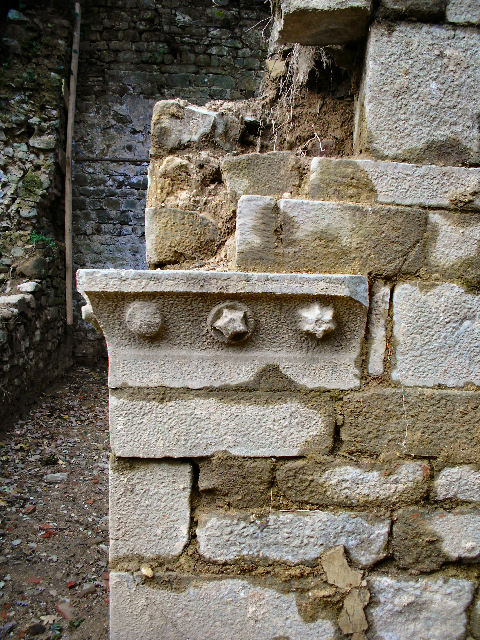
Dettaglio